# Благодарность президента Филиппин

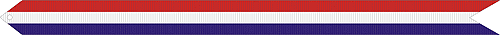
Стример

Благодарность президента Филиппин (англ. Philippine Republic Presidential Unit Citation) — военная награда, которая вручается правительством Филиппин. В основном наградой были удостоены несколько подразделений вооруженных сил Соединенных Штатов за свои действия во время и после Второй мировой войны. Награда была создана в 1946 году и задним числом присуждена всем военнослужащим, которые служили на Филиппинских островах или участвовали в их освобождении во время Второй мировой войны. Второй раз награда вручалась филиппинским и американским частям во время стихийных бедствий, которые происходили на Филиппинах с 1 августа по 15 декабря 1970 года и с 21 июля по 15 августа 1972 года.
В феврале 2005 года президент Филиппин Глория Макапагал-Арройо удостоила наградой спецподразделения, деятельность которых  направлена на снижение угрозы терроризма, помощь в обучении войск, социально-экономическую деятельность и гражданское строительства в Басилане и Замбоанга. Размер планки — ширина 9.5 мм, длина 35 мм.